# Rhagoletis electromorpha
Rhagoletis electromorpha är en tvåvingeart som beskrevs av Berlocher 1984. Rhagoletis electromorpha ingår i släktet Rhagoletis och familjen borrflugor. Inga underarter finns listade i Catalogue of Life.